# Mwanga (huyện)
Mwanga là một huyện thuộc vùng Kilimanjaro, Tanzania. Thủ phủ của huyện Mwanga đóng tại Mwanga. Huyện Mwanga có diện tích 2170 ki lô mét vuông. Đến thời điểm điều tra dân số ngày 25 tháng 8 năm 2002, huyện Mwanga có dân số 115145 người.